# ウエスト・テキサス・レッドネックス
ザ・ウエスト・テキサス・レッドネックス（The  West Texas Rednecks）は、1999年にアメリカ合衆国のプロレス団体WCWにて活動したプロレスラーのユニット。
架空のカントリー・ミュージック・バンドという設定を持ち、カウボーイ・ギミックのヒールによって構成されていた。

## メンバー
- カート・ヘニング（Curt Hennig）
- バリー・ウインダム（Barry Windham）
- ケンドール・ウインダム（Kendall Windham）
- ボビー・ダンカン・ジュニア（Bobby Duncum Jr.）

彼らは全員が二世レスラーで、カート・ヘニングはラリー・ヘニング、バリー&ケンドール・ウインダムはブラックジャック・マリガン、ボビー・ダンカン・ジュニアはボビー・ダンカンの息子である。このうち、ウインダム兄弟とダンカン・ジュニアは実際にテキサス出身で、父親のマリガンとダンカンもカウボーイのギミックで活躍したレジェンドだった。リーダーのカート・ヘニングはミネソタ出身の北部人だったが、テキサス出身を強引に主張して偽カウボーイに扮した。また、ボビー・ダンカン・ジュニアの欠場後は、黒人のカーリー・ビル（Curly Bill）がサポート・メンバーとなった。

## 来歴
WCWでnWoのメンバーだったカート・ヘニングが、負傷による欠場から復帰後の1999年初頭、バリー・ウインダムとのタッグチームで新しい活動を開始。2月21日のPPV "SuperBrawl IX" で行われたWCW世界タッグ王座決定トーナメントの決勝にて、フォー・ホースメンのクリス・ベノワ&ディーン・マレンコを破り、新王者チームとなる。3週間後の3月14日に開催された "Uncensored 1999" でのランバージャック戦でベノワ&マレンコに敗れ王座を失うも、以後バリー・ウインダムの弟ケンドール・ウインダムとボビー・ダンカン・ジュニアが仲間に加わり、最終的にはヘニングが彼らのギミックに合わせる形でカウボーイ・スタイルに変身。ミネソタ出身でありながらテキサス生まれのレッドネックを自称し、自身がリーダーとなってウエスト・テキサス・レッドネックスを正式に結成した。
ワールド・ツアーを展開中のカントリー・ミュージック・バンドというシナリオのもと、ラッパーのマスター・Pがプロデュースしたノー・リミット・ソルジャーズ（コナン、レイ・ミステリオ・ジュニア、ブラッド・アームストロング、Swoll）と敵対し、ヘニング自らがボーカルを取った  "Rap is Crap" なるラップを揶揄したカントリー・ソングを発表。演奏もメンバー自身が手掛けているという設定で、ヘニングのバックでバリー・ウインダムがドラムス、ケンドール・ウインダムがベース、ボビー・ダンカン・ジュニアがギターを担当したミュージック・ビデオも製作された。
以降、馬鹿キャラ系のヒール・ユニットとして活躍し、ノー・リミット・ソルジャーズから派生したフィルシー・アニマルズ（コナン、ミステリオ、エディ・ゲレロ、ビリー・キッドマン）や、フォー・ホースメン時代から因縁のあるレボリューション（ベノワ、マレンコ、シェーン・ダグラス、ペリー・サターン）などと軍団抗争を展開。第2弾の楽曲となる "Good Ol' Boys" も発表され、8月23日放送の『WCWマンデー・ナイトロ』ではバリー&ケンドール・ウインダムがスティービー・レイ&ブッカー・Tのハーレム・ヒートからWCW世界タッグ王座を奪取した。
しかし、9月12日の "Fall Brawl 1999" でハーレム・ヒートにタイトルを奪還され、同時期にダンカン・ジュニアが肩の手術のため戦列を離脱。後任には黒人レスラーのマイク・ジョーンズが、ブラック・カウボーイのカーリー・ビルを名乗って加入した（メンバーも当初は彼のアプローチに困惑していたが、レッドネックスの音楽に感銘を受けたとして強引に仲間入りした。なお、カーリー・ビルの名称は実在したアウトローから取られている）。
しかし、当時のWCWはWWFとのマンデー・ナイト・ウォーズで劣勢を続けており、団体内のアングルを手掛けるブッキング・コミッティの体制変更が頻繁に行われていた。そのため、ウエスト・テキサス・レッドネックスも同年11月に解散することとなり、ウインダム兄弟はWCWを退団。欠場していたダンカン・ジュニアは翌2000年1月24日、鎮痛剤の過量投与のため死去。ヘニングは従前のエゴイスト系キャラクターに戻ったが、バフ・バグウェルやショーン・スタージャックとの泡沫的な抗争を経て、2000年夏の契約終了に伴いWCWを離れた。

## 獲得タイトル
- WCW世界タッグ王座：2回（カート・ヘニング&バリー・ウインダム、バリー・ウインダム&ケンドール・ウインダム）[4]
  - カート・ヘニングの父ラリー・ヘニングとウインダム兄弟の父ボブ・ウインダム（ブラックジャック・マリガン）も、かつてAWAでタッグチームを組んでおり、1970年11月の国際プロレス来日時にIWA世界タッグ王座を奪取している[7]。

## 入場テーマ曲
- "Rap is Crap" [1]
- "Good Ol' Boys" [1]